# Perdiu boscana de Sichuan
La perdiu boscana de Sichuan (Arborophila rufipectus) és una espècie d'ocell de la família dels fasiànids (Phasianidae) que habita la selva i els boscos de bambú del sud-oest de la Xina.